# Obradovicite-KCu
L'obradovicite-KCu è un minerale fino al 2010 conosciuto come obradovicite.